# Bielewo (województwo wielkopolskie)
Bielewo – wieś w Polsce położona w województwie wielkopolskim, w powiecie kościańskim, w gminie Krzywiń.

## Historia
Miejscowość pierwotnie związana była z Wielkopolską. Ma metrykę średniowieczną i istnieje co najmniej od początku XIV wieku. Wymieniona pierwszy raz w łacińskim dokumencie z 1302 jako Belewo, 1356 Byelyewo, 1360 Bielewo, 1371 Belowo, 1375 Belowa, 1391 Belavi, 1398 Belewi, 1398 Beleyewo, 1399 Belawo, 1418 Bielawy, 1424 Bylewo, 1467 Byelawo, Byelawy Maior.
W 1467 odnotowano w niewielkiej odległości od Bielewa także nieistniejącą obecnie osadę Bielewko; po łacinie Bielawy Minor.
Wieś Bielewo początkowo była własnością szlachecką należącą do lokalnej szlachty wielkopolskiej z rodu Bielawskich, którzy od nazwy wsi przyjęli odmiejscowe nazwisko, a potem także do Wyszakowiczów, Kokorzyńskich, Kąkolewskich i Strzeleckich. W 1467 leżała w powiecie poznańskim Korony Królestwa Polskiego. W 1510 miejscowość leżała w parafii Lubiń.
Pierwszy zapis odnotowujący miejscowość pochodzi z 1302z archiwalnych zapisów sądowych. Odnotowano w nim świadka sądowego komesa Leonarda z Bielewa. W latach 1356–1360 jako dziedzic wsi notowany był niejaki Czewlej. W latach 1357–1377 jako świadek notowany był Nadmir lub Nadimir dziedzic Bielewa. W 1375 odnotowany został świadek Lenart lub Leonard z Bielewa. W 1377 zmarł Zmysław dziedzic wsi, a w 1378 zmarł Andrzej komes z Bielewa, który dał konia klasztorowi w Lubiniu.
W latach 1391–1398 Katarzyna Lenartowa z Bielewa toczyła spory sądowe o długi swego męża z Aronem, Żydem z Poznania, stwierdzając przed sądem, że ma oprawę 80 grzywien zapisaną na wsi, a za długi męża odpowiadać ma poręczyciel Maciej z Drzeczkowa. Ostatecznie przyznaje ona Aronowi 19 grzywien. W 1395 Katarzyna po raz kolejny została pozwana przez Jana z Bielewa z powodu napadu zorganizowanego przez jej syna Czewleja oraz zabrania Janowi zajętego przez niego zboża. W 1400 Katarzyna wraz z synem Czewlejem na mocy dokumentów królewskich wygrła proces z Jaśkiem zwanym Pieprz (w zapisie "Peprs") o wieś Roszkowo.
W latach 1394–1399 własności we wsi posiadał Budziwoj z Jelenczewa, który toczył spory sądowe Janem Wyszakowicem z Bielewa, prawdopodobnie spokrewnionym z tym pierwszym. W 1394 przegrał on sprawę "o fantowanie parobków Budziwoja w części Bielewa należącego do Jana", a w 1394 przegrał proces o dwa domki zwane „cuczki” stojące przed dworem w Bielewie. W latach 1394–1398 majątki we wsi miał także Jan Wyszakowicz. W 1395 Mikołaj z Bielewa toczył spór z Bartłomiejem z tej wsi o 1/7 łana. Tego roku wygrał proces ze swą ciotką Budką o 1/7 łana we wsi, które odstąpił wujowi Budziwojowi z Bielewa. W 1400 Budziwoj zostaje zabity. Szymon z Grunowa oraz Wojciech z Radwankowa w imieniu żony Budziwoja oraz swej siostry pozwali o to Jana z bratem oraz matką. Wojciech z Radwankowa wycofuje się wkrótce ze sporu i ewentualne zyski w Bielewie ceduje na Szymona z Grunowa.
W 1467 Uniesław Kokorzyński sprzedał Franciszkowi Kąkolewskiemu z Kąkolewa 1/3 swej połowy dóbr Bielewa oraz sąsiedniego Bielewka za 250 grzywien. Wkrótce Franciszek Kąkolewski sprzedał za 100 grzywien Januszowi Strzeleckiemu ze Strzelc Wielkich połowy Bielewa oraz Bielewka. W 1467 odnotowano też transakcję Szczepana z Kąkolewa, który sprzedał Januszowi Strzeleckiemu swoje części macierzyste w Bielewie oraz w Bielewku za 320 grzywien. W 1471 syn Janusza Wojciech Strzelecki zapisał żonie Annie po 200 grzywien posagu i wiana na połowie Bielewa oraz na folwarku Wierzbięcice. W tym roku Janusz Strzelecki wraz z synem Leonardem, plebanem w Strzelcach Wielkich, sprzedali z prawem odkupu Mikołajowi oraz Szymonowi dziedzicom w Bogusławkach folwark zwany Gaj oraz 3,5 łana osiadłego w Bielewie za 190 grzywien.
W latach 1399–1460 odnotowano także zwykłych mieszkańców wsi. W 1399 wspomniano Pielgrzyma zwanego Sędzią, który był karczmarzem. Odnotowani zostali także bielewscy kmiecie, którzy byli świadkami w procesie sądowym: w 1439 Marcina Vsowskiego, a w 1460 Leonarda i Golika.
W latach 1476–1479 dziedzicami wsi byli Mikołaj oraz Wojciech Strzeleccy, którzy posiadali ją na zasadzie niedziału. W 1481 Mikołaj zapisał żonie Helenie po 200 grzywien posagu oraz wiana na swej części Bielewa oraz na 4 łanach osiadłych w Strzelcach Małych. W 1483 Helena Strzelecka, ze swoim stryjem Mikołajem Prusimskim odstąpił Mikołajowi, Janowi oraz Wojciechowi, a także ich 3 siostrom, dzieciom Wojciecha ze Strzelec Wielkich 1/3 powyższej oprawy jaką miała zapisaną przez męża na Bielewie oraz na Strzelcach Małych oraz swą wyprawę wienną. W 1493 nastąpił podział majątku należącego do Wojciecha Strzeleckiego. Jan Strzelecki otrzymał wówczas Bielewo od braci Mikołaja i Wojciecha. W 1497 Jan Strzelecki z Bielewa zapisał żonie Małgorzacie po 100 grzywien posagu oraz wiana na połowie swej części Bielewa. W 1529 Stanisław Krajewski sprzedał Andrzejowi Pogorzelskiemu części wsi Bielewo oraz części wsi Zgaliny za 300 grzywien zastrzegając sobie prawo do wyrębu drzewa w lesie dziedziny Bielewo na potrzeby dworów oraz poddanych w Krajewicach i Bodzewie.
Wieś odnotowały historyczne rejestry podatkowe. W 1510 we wsi odnotowano jednego dziedzica, 7,5 łanów osiadłych, dwa folwarki, 4 zagrodników, opuszczoną karczmę, bór oraz jezioro. Na wsi ciążyła także połowa grzywny czynszu dla altarii w Krzywiniu. W 1527 Bartłomiej Lipowski, dzierżawca bielawski miał płacić czynsz za rok 1526 oraz 1527 przeznaczony dla altarii bractwa ubogich w Strzelcach Wielkich. W 1563 pobrano podatki z 8 łanów, wiatraka i opustoszałej karczmy. W 1566 pobór odbył się od 8 łanów, 5 zagrodników, karczmy oraz jednego wiatraka. W 1580 pobrano podatki od 5,5 łana, 3 zagrodników, jednego biednego komornika oraz od pasterza wypasającego 37 owiec.
W 1786 we wsi wybudowano do dziś istniejący dwór. W XVIII wieku odnotowano karczmę o nazwie Bylywko położoną 2 km na północ od Bielewa na skrzyżowaniu dróg Bielewo-Bieżyn i Lubiń-Łagowo. Została ona oznaczona także na mapie Perthéesa.
W wyniku II rozbioru Rzeczypospolitej w 1793, miejscowość przeszła w posiadanie Prus i jak cała Wielkopolska znalazła się w zaborze pruskim. W okresie Wielkiego Księstwa Poznańskiego (1815-1848) miejscowość wzmiankowana jako Bielewo należała do wsi większych w ówczesnym pruskim powiecie Kosten rejencji poznańskiej. Bielewo należało do okręgu krzywińskiego tego powiatu i stanowiło odrębny majątek, którego właścicielem był wówczas (1846) Ignacy Goślinowski. Na początku XX wieku przez krótki czas istniała we wsi kopalnia węgla brunatnego, a węgiel eksploatowano metodą głębinową z głębokości 100 m. W latach 1975–1998 miejscowość administracyjnie należała do województwa leszczyńskiego. W 2009 liczyła 605 mieszkańców.
Na listę zabytków Narodowego Instytutu Dziedzictwa wpisano bielewski dwór, wybudowany w 1786 i przebudowany w II poł. XIX wieku. Na terenie Bielewa znajduje się kościół parafialny pod wezwaniem Matki Boskiej Pocieszenia.
W Bielewie urodziła się Franciszka Wilczkowiakowa - posłanka na Sejm.

## Demografia
Według spisu urzędowego z 1837 roku Bielewo liczyło 313 mieszkańców, którzy zamieszkiwali 28 dymów (domostw). Pod koniec XIX wieku wieś Bielewo wraz z dominium liczyła 551 mieszkańców, spośród których 399 było katolikami, a 150 wyznania ewangelickiego.
Liczba mieszkańców miejscowości w poszczególnych latach:
| Rok              | Ilość mieszkańców |
| ---------------- | ----------------- |
| 1837             | 313               |
| koniec XIX wieku | 551               |
| 1998             | 598               |
| 2002             | 582               |
| 2009             | 605               |
| 2011             | 597               |
| 2021             | 532               |